# Hund von Wenkheim

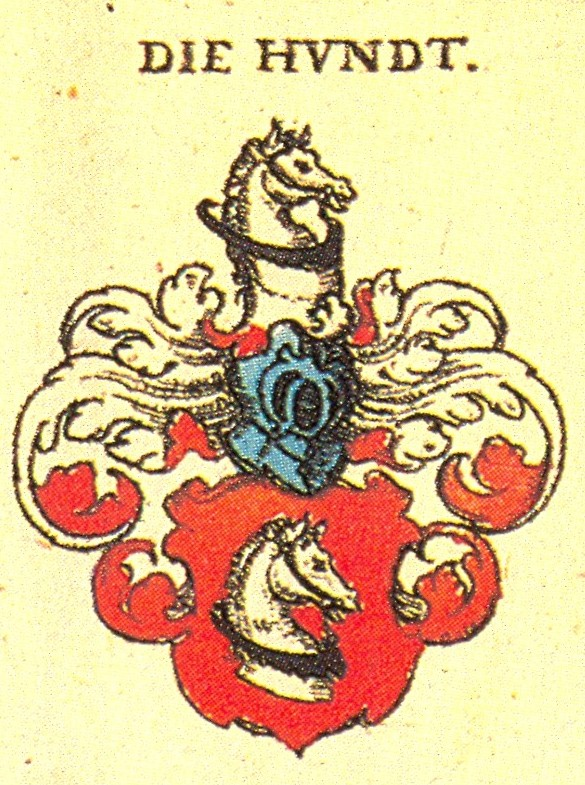
Wappen der Familie nach Siebmachers Wappenbuch

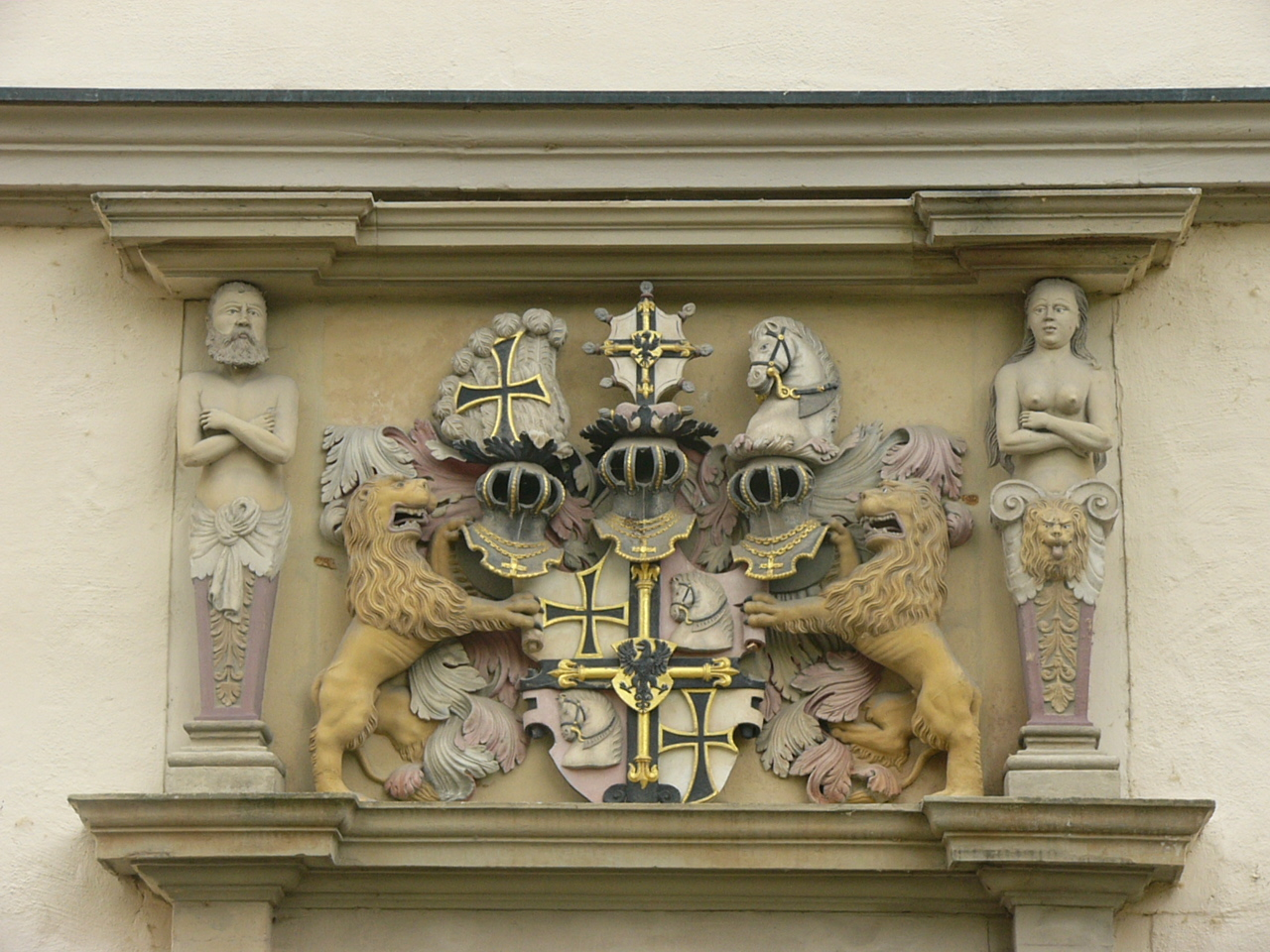
Gemehrtes Wappen des Hochmeisters Georg Hund von Wenkheim

Die Familie der Hund von Wenkheim (auch nur Hund(t) bzw. von Wenckheim) war ein fränkisches Adelsgeschlecht.

## Geschichte
Die Familie hatte Besitzungen in Wenkheim, Atterode, Werbachhausen und Schweina. Sie saß auf Burg Altenstein. Die Familie war im Ritterkanton Odenwald organisiert.
Einzelne Familienmitglieder stiegen im Deutschen Orden in hohe Positionen auf. Die bekannteste Person war Georg Hund von Wenkheim (1520–1572), Hochmeister des Deutschen Ordens (1566–1572). Bernhard Hund von Wenkheim war 1513 Küchenmeister in Frankfurt.
Burkhard II. Hund von Wenkheim entführte Martin Luther, als dieser auf dem Rückweg vom Wormser Reichstag am Abend des 4. Mai 1521 die Burg Altenstein passierte, und brachte ihn auf die Wartburg, wo der eingeweihte kurfürstliche Amtmann Hans Sittich von Berlepsch schon auf ihn wartete. Dort verbrachte Luther ein knappes Jahr als Junker Jörg und übersetzte das Neue Testament ins Deutsche.
Eberhard Friedrich Hund von Wenkheim (1647–1722) war der letzte Herr auf Altenstein, das dann an das Haus Sachsen-Meiningen überging.

## Wappen
Der Wappenschild zeigt einen schwarzgezäumten silbernen Rossrumpf auf rotem Grund. Die Helmdecken sind rot und silber. In der Helmzier wiederholt sich das Motiv des Wappenschildes.